# Melicope subunifoliolata
Melicope subunifoliolata är en vinruteväxtart som först beskrevs av Otto Stapf, och fick sitt nu gällande namn av Thomas Gordon Hartley. Melicope subunifoliolata ingår i släktet Melicope och familjen vinruteväxter. Inga underarter finns listade i Catalogue of Life.